# Сергиевский сельсовет (Оренбургский район)
Сергиевский сельсовет — сельское поселение в Оренбургском районе Оренбургской области Российской Федерации.
Административный центр — село Сергиевка.

## История
24 сентября 2004 года в соответствии с законом Оренбургской области № 1472/246-III-ОЗ образовано сельское поселение Сергиевский сельсовет, установлены границы муниципального образования.

## Население
| 2010  | 2012  | 2013  | 2014  | 2015  | 2016  | 2017  |
| ----- | ----- | ----- | ----- | ----- | ----- | ----- |
| 1904  | ↗1954 | ↗1973 | ↗1978 | ↗2006 | ↗2024 | ↗2079 |
| 2018  | 2019  | 2020  | 2021  |       |       |       |
| ↗2105 | ↘2090 | ↗2111 | ↗2145 |       |       |       |

## Состав сельского поселения
| № | Населённый пункт | Тип населённого пункта       | Население |
| - | ---------------- | ---------------------------- | --------- |
| 1 | 17 км            | разъезд                      | 61        |
| 2 | Красная Поляна   | хутор                        | 74        |
| 3 | Мазуровка        | село                         | 191       |
| 4 | Панкратовский    | хутор                        | 61        |
| 5 | Приютово         | село                         | 265       |
| 6 | Сергиевка        | село, административный центр | ↗1252     |